# Селевк VI Эпифан Никатор
Селевк VI Эпифан Никатор (по другим источникам[каким?] Никанор) (ум. ок. 94 до н. э.) — эллинистический царь из династии Селевкидов, правивший Сирией между 96 и 94 г. до н. э. Был сыном Антиоха VIII и его египетской жены Трифены. Селевк VI жил в период гражданской войны между своим отцом и дядей Антиохом IX, которая закончилась в 96 г. до н.э. с убийством Антиоха VIII. Антиох IX занял столицу Антиохию, в то время как Селевк VI укрепился в западной Киликии и начал готовиться к войне. В 95 г. до н.э. Антиох IX выступил против своего племянника, но проиграл битву и был убит. Селевк VI захватил Антиохию, но ему пришлось делить Сирию с базировавшимися в Дамаске и Арваде братом Деметрием III и двоюродным братом Антиохом X.
Согласно античному историку Аппиану, Селевк VI был жестоким правителем. Он облагал свои владения большими налогами, чтобы поддерживать свои войны, и сопротивлялся предоставлению городам определенной степени автономии, как это было принято прежними царями. Его правление длилось недолго; в 94 г. до н.э. он был изгнан из Антиохии Антиохом X, который последовал за ним в киликийский город Мопсуестия. Селевк укрылся в городе, где его попытки собрать деньги привели к беспорядкам, которые в конечном итоге унесли его жизнь в 94 г. до н.э. Древние предания сообщают разные версии его смерти, но, скорее всего, бунтовщики сожгли его заживо. После его кончины его братья Антиох XI и Филипп I разрушили Мопсуэстию в качестве акта мести, и их армии сразились с армиями Антиоха X.

## Имя, семья и ранняя жизнь
«Селевк» было династическим именем династии Селевкидов, и было македонским вариантом греческого имени Ζάλευκος (zaleucus), означающего «сияющий белый». Антиох VIII Грип женился на птолемеевской египетской принцессе Трифене ок. 124 г. до н. э., вскоре после его восшествия на престол; Селевк VI был старшим сыном пары. С 113 г. до н. э. Антиоху VIII приходилось бороться за трон со своим сводным братом Антиохом IX. Гражданская война продолжалась более десяти лет; она унесла жизнь Трифены в 109 г. до н. э., и закончилась убийством Антиоха VIII в 96 г. до н. э. После убийства своего брата Антиох IX двинулся на столицу Антиохию и взял её; он также женился на второй жене и вдове Антиоха VIII Клеопатре Селене. Согласно надписи, город Приена оказал почести «Селевку, сыну царя Антиоха, сыну царя Деметрия»; посольство, вероятно, имело место до того, как Селевк VI взошёл на трон, поскольку в надписи он не упоминается как царь. Посольство Приены, вероятно, встретило Селевка VI в Киликии; Антиох VIII мог отправить своего сына в этот регион в качестве стратега.

## Правление

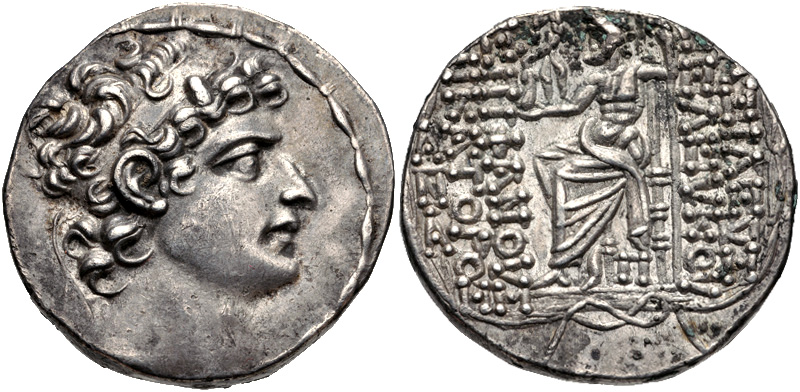
Тетрадрахма Селевка VI из Антиохии, на которой он изображён с рогами. На реверсе изображён Зевс.

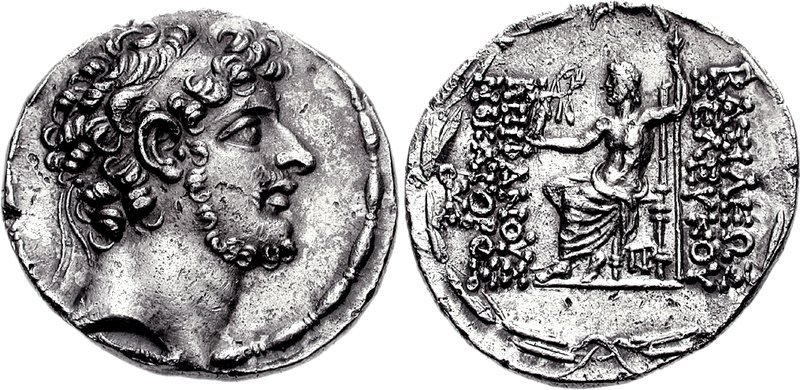
Тетрадрахма Сеоевка IV, на которой он изображён бородатым. На реверсе изображён Зевс.

После смерти отца Селевк VI объявил себя царём и выбрал город Селевкию на реке Каликадн в западной Киликии в качестве своей базы,  а его брат Деметрий III взял Дамаск. Объём монет, отчеканенных новым царем в Селевкии на Каликаде, превзошел любой другой монетный двор, известный с позднего периода Селевкидов, и большинство монет было выпущено во время его подготовки к войне против Антиоха IX, |group=note}}. Объём отчеканенных новым царем в Селевкии на Каликаде монет превзошел любой другой монетный двор, известный с позднего периода Селевкидов, большинство их было выпущено во время его подготовки к войне против Антиоха IX, конфликт должен был закончиться в 96/95 г. до н. э. (217 г. селевкидской эры). Это побудило нумизмата Артура Хоутона предположить более раннюю смерть Антиоха VIII и более длительное правление Селевка VI, начавшееся в 98 или 97 г. до н. э., а не в 96 г. до н. э. Нумизмат Оливер Д. Гувер оспорил гипотезу Хоутона, поскольку царь нередко удваивал выпуск монет в ходе одного года в случае необходимости, и академический консенсус предпочитает 96 г. датой смерти Антиоха VIII.

### Титулы и образ
Древние эллинистические правители не использовали царственные номера. Вместо этого они использовали эпитеты, чтобы отличить себя от других царей с похожими именами; нумерация правителей — современная практика. Селевк VI появился на своих монетах с эпитетами Эпифан (Бог явный) и Никатор (Победоносный). Поскольку статус сына Антиоха VIII был источником его законности как царя, Селевк VI стремился подчеркнуть свое происхождение, изобразив себя на чеканке преувеличенно горбоносым подобно своему отцу.
Ещё одним иконографическим элементом чеканки Селевка VI являются короткие вертикальные короткие рога над висками; значение этого мотива обсуждается среди ученых. Вероятно, это намек на происхождение Селевка VI от его деда Деметрия II, который использовал тот же мотив. Конкретное значение рогов неясно, но это могло указывать на то, что царь был проявлением бога; короткие рога, которые носил Селевк VI, вероятно, имели то же значение, что и рога его деда. В династии Селевкидов на монетах, отчеканенных во время кампаний против соперников (или узурпаторов), царь изображался с бородой. Селевк VI изображался с бородой, которую позже убрали с монет, что указывало на исполнение клятвы возмездия отомстить за отца.

### Борьба с Антиохом IX
В Селевкии на реке Каликадн Селевк VI готовился к войне против своего дяди, войска которого, вероятно, оккупировали центральную Киликию, а его племянник был ограничен западными частями региона. Царю нужна была гавань для Селевкии на реке Каликадн, и, вероятно, для этой цели он основал город Элеуссу. Селевк VI собирал средства для предстоящей войны из городов Киликии, включая Мопсуестию, которая, по-видимому, несколько раз облагалась налогами. Подсчитано, что во время своего правления Селевк VI произвел 1200 талантов монет для поддержки своих военных действий, чего было достаточно, чтобы содержать 10 тыс. солдат в течение двух лет. На реверсе бронзовых монет, выпущенных на неизвестном монетном дворе с кодом неопределенного монетного двора 125, появился мотив, изображающий челы в форме македонского щита. Этот мотив, вероятно, был призван заручиться поддержкой военных македонских колонистов в регионе. Эти монеты, вероятно, были изготовлены в Сирии, в городе на полпути между Тарсом в Киликии и Антиохией; следовательно, они, вероятно, были отчеканены в ходе кампании Селевка VI против Антиоха IX.

Сирийское царство в 95 г. до н. э., поделённое между Селевком VI, Деметрием III и Антиохом X.

Антиох IX принял к сведению приготовления Селевка VI; после того, как последний начал свой поход на Антиохию в 95 г. до н. э., Антиох IX покинул столицу и выступил против своего племянника. Селевк VI вышел победителем, в то время как его дядя погиб, либо покончив жизнь самоубийством, согласно историку III в. Евсевию Кесарийскому, либо будучи казненным, согласно историку I в. Иосифу Флавию. Вскоре после этого в столицу вошел Селевк VI; Клеопатра Селена, вероятно, сбежала до его прибытия.

### Внутренняя политика. Война с Антиохом X
В 169/168 г. до н. э. (144 г. с. э.) царь Антиох IV разрешил девятнадцати городам чеканить муниципальные бронзовые монеты со своими именами, что свидетельствует о его осознании взаимной зависимости городов и монархии друг от друга.. Это движение к большей автономии продолжалось, поскольку города стремились освободиться от центральной власти, добавляя к своим монетам фразу «священный и автономный». В годы правления Селевка VI в Киликии автономия не предоставлялась.
Селевк VI контролировал Киликию и Селевкидскую Сирию (Северная Сирия).. У Антиоха IX был сын Антиох X; согласно Иосифу Флавию, он бежал в город Арваду, где объявил себя царём. Селевк VI пытался убить своего двоюродного брата и соперника, но заговор провалился, и Антиох X ради укрепления своей власти женился на Клеопатре Селене. Археолог Альфред Беллинджер считал, что Селевк VI готовился к грядущей войне против Антиоха X в Элеуссе. В 94 г. до н. э. Антиох X двинулся на столицу Антиохию и изгнал Селевка VI из северной Сирии в Киликию. Согласно Евсевию, последняя битва произошла недалеко от Мопсуестии и закончилась поражением Селевка VI.

## Смерть и наследие

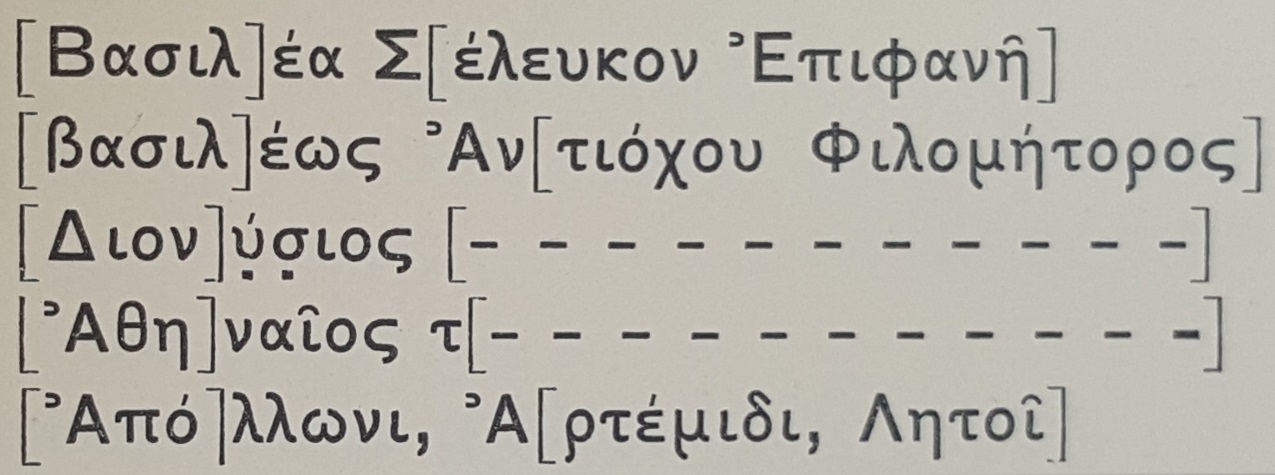
Рисунок надписи, найденной на основании статуи, воздвигнутой на острове Делос для Селевка VI (реконструкция Теофиля Омоля, 1884 г.)

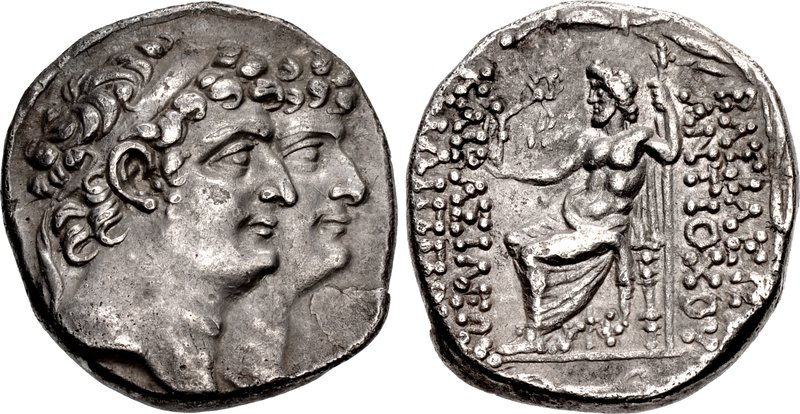
Парная монета Антиоха XI и Филиппа I. На реверсе изображён сидящий на троне Зевс со скипетром и Никой в руке.

Описанный историком II в. Аппианом как «жестокий и чрезвычайно тиранический», Селевк VI укрылся в Мопсуестии, и снова попытался обложить жителей налогом, что привело к его смерти во время беспорядков. Год его кончины не ясен; Евсевий поместил его в 216 SE (97/96 г. до н. э.), что невозможно, учитывая, что был обнаружен рыночный вес Селевка VI из Антиохии, датированный 218 SE (95/94 г. до н. э.). Историк 4-го века Иероним называет 219 SE (94/93 г. до н. э.) годом кончины Селевка VI, что более правдоподобно. 94 год до н. э. является академически принятой датой смерти Селевка VI. Нет каких-ибо упоминаний жены или детей Селевка VI, хотя Плутарх пишет, что римский полководец Луций Лициний Лукулл сказал, что завоевавший Сирию в 83 году о н. э. армянский царь Тигран II «предал смерти преемников Селевка и [увел] их жен и дочерей в плен». Учитывая фрагментарный характер древних источников, касающихся позднего периода Селевкидов, заявление Лукулла оставляет открытым вопрос о существовании жены или дочери Селевка VI.
Древние предания сохраняют три рассказа о смерти Селевка VI: в самом старом, написанном Иосифом Флавием, толпа сожгла царя и его придворных в его дворце. Аппиан также придерживается сожжения, но по нему оно случилось городском спортивном зале. Согласно Евсевию, Селевк VI обнаружил намерение жителей сжечь его и покончил с собой. Беллинджер считал рассказ Иосифа Флавия наиболее вероятным; он отметил, что Евсевий писал о самоубийствах других царей из династии Селевкидов (Александр I и Антиох IX), которые согласно другим источникам были убиты. Беллинджер считал, что бывший источником рассказов Евсевия о Селевкидах Порфирий пытался «несколько смягчить ужасы дома Селевкидов».
Город Афины были в близких отношениях с царями Селевкидов, и об этом свидетельствуют статуи сирийских монархов, установленные афинскими гражданами на острове Делос; между 96 и 94 г. до н. э. гражданин по имени Дионисий посвятил статую Селевку VI (надпись повреждена; он был реконструирован Теофилем Омоллем, затем Пьером Русселем, который прочитал отображённое на ней имя как «Селевк»). Омолль идентифицировал короля как Селевка VI, и это отождествление было принято многими учеными, включая Русселя. В знак уважения к своему покойному брату царь Антиох XI взял эпитет Philadelphus (любящий брата). Вместе со своим близнецом Филиппом I Антиох XI мстя за Селевка VI разграбил и разрушил Мопсуэстию. Затем Антиох XI направился в Антиохию и в 93 г. до н. э. изгнал Антиоха X.

## Комментарии
1. ↑  In Greek:

[Βασιλ]έα Σ[έλευκον Ἐπιφανῆ]

[βασιλ]έως Ἀν[τιόχου Φιλομήτορος]

[Διον]ύσιος [...]

[Ἀθη]ναῖος τ[...]

[Ἀπό]λλωνι, Ἀ[ρτέμιδι, Λητοῖ].

Английский перевод:

(implied: Dedicated to the) King S[eleukos Epiphanes],

(son) of king An[tiochos Philometor],

[Dion]ysios [...]

the [Athe]nian [...]

to [Apo]llo, A[rtemis, Leto].

1. ↑  Было принято называть старшего сына в честь основателя династии Селевка I, а младшего сына звали Антиохом.[1][нет в источнике]
2. ↑  Лингвист Радослав Катичич считал его сопоставимым с λευχός, что означает «белый».[4] Имя Залевк этимологически связано с яркостью. Историк Фрэнк Адкок согласился с лингвистом Отто Гофманом, который считал Селевк и Залевк разным произношением одного и того же имени.[5][6]
3. ↑  В древних источниках не упоминается имя матери Селевка VI, но современные ученые обычно предполагают, что это была Трифена, которая прямо упомянута Порфирием как мать младших братьев Селевка VI Антиоха XI и Филиппа I.[10]
4. ↑  Историк Генри Ноэль Хамфрис считал монеты Селевка VI началом упадка в сирийско-греческом искусстве.[21] Отчеканенные в Селевкии монеты были легче на 0,5 г (0,018 унции) по сравнению с монетами, отчеканенными во время правления Антиоха VIII и Антиоха IX в Антиохии.[22]
5. ↑  Некоторые даты в статье даны по эре Селевкидов. Каждый год Селевкидов начинался поздней осенью григорианского года; таким образом, год Селевкидов накладывается на два года по григорианскому календарю.[24]
6. ↑  Автор четвёртой книги Маккавейской упоминает царя по имени "Селевк Никатор", но ни один из селевкидских правителей не носил подобного эпитета. Академический консенсус считает это исторической ошибкой со стороны автора.[29] Историк Маттейс ден Дулк предположил, что это не было ошибкой; во всех греческих рукописях четвёртой книги Маккавейской, кроме одной, есть «Никанор», а в сирийских рукописях - «Никатор». Несмотря на то, что Никатор был официальным прозвищем Селевка I и Селевка VI, «Никанор» также использовался древними историками, такими как Полибий, Иосиф Флавий и Порфирий, по отношению к Селевку I.[30] Историк Ян Виллем ван Хентен предположил, что предполагаемым царем был Селевк VI, а не Селевк I. Ден Дулк отверг эту гипотезу, потому что автор 4 Маккавеев упомянул, что «Селевк Никанор» правил до времен еврейского первосвященника Онии III, который отделен от Селевка VI почти на столетие. Это затрудняет отождествление «Селевка Никанора» с Селевком VI.[31]
7. ↑  В случае с Деметрием II разные ученые предлагали несколько интерпретаций. Роланд Смит и Роберт Флейшер предположили, что это указывает на бога Диониса-быка. Никлаус Дюрр предположил, что рога представляли телку и должны были представлять Ио. Томас Фишер и Кей Элинг считали это возможной аллюзией на основателя династии Селевка I[34]. Гувер и Артур Хоутон считали это знаком божественных атрибутов, которые Деметрий II использовал по примеру своих предков, таких как Селевк I, Селевк II и Антиох III[35]
8. ↑  Самые ранние монеты Селевкидов, приписываемые Элеуссе, были отчеканены Селевком VI.[38] Археолог Альфред Беллинджер приписал Элеуссу редкие выпуски монет Антиоха VIII, но это не получило широкого признания среди учёных[39][40]. Самое раннее упоминание имени «Элеусса» происходит от монет, выпущенных городом автономно после кончины Селевка VI.[38]
9. ↑  Антиох IV нуждался в лояльности городов и, таким образом, предоставил им прерогативу[47]. Чеканка монет была знаком автономии, восходящей к традиции греческих полисов (то есть городов-государств)[48]. Автономия городов Селевкидов не влияла на обязательства городов перед царем до тех пор, пока была сильна монархия, но когда центр ослабел, в эпоху Антиоха VIII и Антиоха IX, города приобрели традиционные полномочия греческих полисов[49]
10. ↑  Что касается географической протяженности владений Селевка VI:
  - Римляне основали провинцию Киликия в 102 г. до н.э., но географически она не включала районы региона, а город Сиде был её самой восточной точкой[52].
  - Итальянский нумизмат Никола Франческо Хайм, основываясь на монете Селевка VI, предположил, что владения царя простирались за реку Евфрат до Тигра и что он располагал двором в городе Нисибис. Хайм пришел к такому выводу, прочитав монограмму на монете, которая, по его мнению, представляла город Нисибис[53]. Согласно современным нумизматам, таким как Хоутон, эта монета была отчеканена в Селевкии на Каликаде[54]. После поражения Антиоха VII (умер в 129 г. до н.э.) в его войне против Парфии Евфрат стал восточной границей Сирии[55]. Парфия установила реку своей западной границей и включила в свой состав область Осроена[56]